# Martin Jacoby-Boy
Pour les articles homonymes, voir Jacoby et Boy.
Martin Jacoby-Boy, né le 31 août 1883 à Berlin et mort en 1971 à Ingeniero Maschwitz près de Buenos Aires, est un architecte, architecte décorateur et graphiste allemand.

## Biographie

### Origines familiales
Martin Jacoby (tel était son nom de famille d’origine, il prit avant la Première Guerre mondiale le nom d’artiste de Jacoby-Boy) est le benjamin de Hermann Jacoby et Rosalia Levinson, le sixième enfant du couple. Son père avait vécu en Californie, où il avait travaillé dans les postes. Martin Jacoby va à l’école à Berlin jusqu’à sa quinzième année, puis, dans un geste de rébellion contre la famille, il quitte le système scolaire. Ses frères en revanche se lancent avec succès dans les affaires.

### Années de formation
Plus tard, il retourne à l’école, passe son Abitur et suit une formation en marqueterie. En 1902, il s’inscrit à l’École supérieure des beaux-arts de Berlin (Hochschule für die bildenden Künste, aujourd’hui Université des arts de Berlin. Il assiste à la naissance de l’expressionnisme et est en particulier en contact avec les artistes des groupes Die Brücke et Der Blaue Reiter. Il complète sa formation par un séjour à l’Académie des beaux-arts de Paris, puis par un séjour à Rome, avant de revenir à Berlin pour commencer une carrière d’architecte et décorateur indépendant. Celle-ci est interrompue en 1906 par son service militaire.

### Carrière artistique en Allemagne
Inspiré par l’expressionnisme, il fait tout d’abord carrière comme artiste peintre et graphiste. Plus tard, il conçoit également des caractères d’imprimerie, des affiches publicitaires et des costumes de théâtre. Son travail d’affichiste gagne très tôt en notoriété, notamment par sa participation à l’exposition de la colonie d’artistes de la Mathildenhöhe de Darmstadt en 1904, où il fait la connaissance de Peter Behrens, le futur fondateur (1907) du Deutscher Werkbund, association d’artistes qui révolutionne les arts appliqués. En 1912, celui-ci l’invite à en devenir membre.
Entre 1912 et 1927, Martin Jacoby-Boy conçoit pour le compte de la fonderie Stempel de Francfort la police de caractères Bravour sous ses différents aspects (1912-1926), et, pour le compte de la fonderie H. Berthold AG de Berlin, la police de caractères Jacobea (1927).
Le directeur du Deutsches Theater de Berlin, Max Reinhardt, le fait travailler pour certaines de ses productions et lui permet de rencontrer des personnalités qui vont exercer une influence importante sur le jeune cinéma allemand, telles Ernst Lubitsch et Friedrich Wilhelm Murnau. Également actif dans la publicité, il fonde l’une des premières entreprises allemandes dans cette branche, la Lipropa-Lichtbildpropaganda mbH, dont le siège se trouve alors dans l’actuel arrondissement de Mitte. En tant que publicitaire, il travaille pour de grands groupes industriels comme le fabricant de porcelaine Rosenthal, l’un des grands acteurs industriels du Jugendstil, la société de charbonnages Ruhrkohle AG ou l’entreprise chimique Bayer. Il forme dans le cadre de sa société des artistes qui vont devenir des grands noms de la décoration cinématographique et avec lesquels il va travailler plus tard au cours de sa carrière dans le cinéma : Otto Hunte et Erich Kettelhut, qui seront plus tard les directeurs artistiques de Fritz Lang dans Docteur Mabuse le joueur (1922) et Les Nibelungen (1924), et, pour le premier, de L’Ange bleu de Josef von Sternberg (1930). Il a également un rôle déterminant dans le devenir professionnel de Karl Vollbrecht, qui travaillera avec les deux précédents à la conception artistique de Metropolis (1927) ainsi que Le Testament du docteur Mabuse de Fritz Lang (1933).

### Architecte décorateur
À partir de 1919, Martin Jacoby-Boy se consacre pendant six ans à l’activité d’architecte décorateur. La majeure partie de ses décors de cinéma, souvent monumentaux, sont conçus pour les mises en scène du réalisateur Joe May. Les productions les plus connues pour lesquelles il réalise des décors sont les films d’aventure La Maîtresse du monde (Die Herrin der Welt, huit parties, 1919) et Le Tombeau hindou (Das indische Grabmahl, 1921, sur un scénario de Fritz Lang et Thea von Harbou). En 1922, il est également directeur artistique du film de Georg Jacoby Les Hommes sont ainsi (So sind die Männer), dans lequel Marlene Dietrich débuta au cinéma. Enfin, il participe également à la réalisation du film Tragédie de l’amour (1923) de Joe May, avec Emil Jannings et Marlene Dietrich, sans toutefois que son nom apparaisse dans le générique (chef décorateur : Paul Leni). Martin Jacoby-Boy est l'un des fondateurs des studios de Woltersdorf près de Berlin, qu’il met sur pied pour le compte de la société de Joe May, avec le soutien financier du général Erich Ludendorff.
À partir de 1922, Martin Jacoby-Boy a essentiellement une activité d’architecte, dans le cadre de son propre cabinet. En 1928, il épouse l’actrice Alice Mikan, qu’il a rencontrée en rendant visite à Marlene Dietrich au cours du tournage de L’Ange bleu. La même année, ils ont leur unique enfant, Cristina. À partir de 1929, la crise et la montée du nazisme rendent de plus en plus difficile son activité professionnelle. En 1933, malgré ses origines juives, il se voit proposer par le Gauleiter du NSDAP de Berlin, Joseph Goebbels, un contrat de rénovation du siège régional du parti, qu’il refuse. Par la suite, le régime nazi lui interdit toute activité professionnelle.

### Émigration en Argentine
Il émigre d’abord aux Pays-Bas, puis vers l’Argentine, où vivent déjà plusieurs de ses neveux. Jacoby-Boy tente d’y poursuivre son activité d’architecte et réalise des plans pour des projets publics comme le nouveau bâtiment du ministère de la Marine, qui ne fut cependant pas réalisé. Il reprend également en Argentine son activité de graphiste : il contribue à la revue de l’émigration juive germanophone aux États-Unis Aufbau (revue du German Jewish Club de New York), et, en 1941, conçoit le graphisme de la revue argentine La Suerte. Il travaille avec ses neveux dans le cadre d’une nouvelle société de cinéma et de publicité cinématographique, IMASONO, qui manque de péricliter quand Juan Duarte, frère d’Evita Perón et secrétaire particulier de Juan Perón, tente de s’en emparer. La société fait finalement faillite, ce qui pousse Martin Jacoby-Boy à retourner à Berlin en 1953. Il y passe environ un an, sans parvenir à renouer les liens rompus en 1933. Après avoir obtenu, après de longues démarches, un dédommagement de la part du gouvernement fédéral allemand, il peut s’installer avec sa femme et sa fille dans une maison située à Ingeniero Maschwitz (à environ 50 km au nord-ouest de Buenos Aires), qu’il a lui-même conçue. Il y passe la fin de sa vie et s’y éteint en 1971.

## Filmographie
Comme chef décorateur :
- 1919 : Die Herrin der Welt (La Maîtresse du monde, film en huit parties, réalisation : Joe May) [4].
- 1920 : La Faute de Lavinia Morland (Die Schuld der Lavinia Morland, réalisation : Joe May)[5].

Comme directeur artistique :
- 1919 : Le Bourreau de Sainte-Marie (Der Henker von Sankt Marien, réalisation : Fritz Freisler))[6].
- 1920 : La Légende de sainte Simplicia (Die Legende von der heiligen Simplicia, réalisation : Joe May)[7].
- 1921 : La Brûlure du passé (Das Brandmal der Vergangenheit, réalisation : Erwin Báron) [8].
- 1923 : Les Hommes sont ainsi (So sind die Männer, réalisation : Georg Jacoby, également connu sous le titre Le Petit Napoléon ou Le Petit frère de Napoléon – Der kleine Napoleon, Napoleons kleiner Bruder, le premier rôle cinématographique de Marlene Dietrich)[9].

Comme décorateur de plateau et chef costumier :
- 1921 :  Le Tombeau hindou  (Das indische Grabmal, films en deux parties, réalisation : Joe May)[10].